# Реомийка
Реомийка (рос. реомойка, англ. Rheo, rheolaveur, нім. Rinnenwäsche f, Rheowäsche f) — спрощена збагачувальна фабрика, оснащена реожолобами.
Сьогодні в Україні не застосовується.